# Choni
Choni (georgiska: ხონი) är en stad i den georgiska provinsen (mcharen) Imeretien med 8 987 invånare enligt 2014 års folkräkning. Staden ligger vid den vänstra stranden av floden Tschenistkali i Imeretiens nordvästra delar, nära gränsen mot Megrelien-Övre Svanetien. Staden ligger 266 kilometer väster om Georgiens huvudstad Tbilisi. Staden fungerar som ett administrativt centrum för Chonidistriktet.

## Historia
Choni har varit känt som en livlig handelsplats för lokal handel, och som ett nav för det georgiska ortodoxa stiftet sedan medeltiden. Staden grundades på 500- eller 700-talet, och den fortfarande verksamma Sankt Görankatedralen i centrala Choni konstruerades mellan 1000-talet till 1200-talet. Choni fick sin stadsstatus 1921. Under sovjettiden döptes staden efter den marxistiska revolutionären Aleksandr Tsulukidze, men efter Sovjets fall återfick staden sitt historiska namn 1991.
Under kriget i Georgien 2008 bombade ryska militärflygplan militärbasen som ligger strax utanför Choni.